# Dani Martín (disc)
Dani Martín és el segon àlbum d'estudi de Dani Martín en la seva etapa en solitari. El disc es va llançar a la venda el 17 de setembre de 2013 a Espanya. Els singles extrets d'aquest CD són Cero i Que bonita la vida a nivell nacional, mentre que el single internacional és Caminar.

## Llista de cançons
1. Cero 4:20
2. Emocional 3:40
3. Caramelos 4:04
4. Que bonita la vida 4:31
5. Mi teatro 3:49
6. Caminar 4:17
7. Por las venas 3:50 amb Joaquín Sabina
8. Un millon de luces 3:55
9. El puntito 4:43
10. Estrella del Rock 3:51
11. Beatles y Stones 7:03

- Edició Deluxe

12. Gretel 3:47

13. Cada dia 4:01

14. La abuelita 4:00